# Matzaccara
Matzaccara è una frazione di 547 abitanti del comune di San Giovanni Suergiu, nella provincia del Sulcis Iglesiente, da cui dista circa 8 km.

## Origini del nome
Il toponimo corrisponde all'appellativo toscano mazzàcchera «lenza con esca costituita da un mazzo di vermi infilzati» o «lombrico», il quale deriva dal tardo latino mazachara «salsiccia di interiora» o «verme».

## Storia
Il territorio di Matzaccara era già frequentato nella preistoria come dimostrano la presenza di domus de janas e le rovine di nuraghi, tra cui il Nuraghe S'Acqua Salida. In periodo romano vi sorgeva un abitato di nome Populum, popolato dagli abitanti di Monte Sirai e citato da Claudio Tolomeo nella sua opera Geografia del II secolo, di cui rimarrebbero i resti di strutture termali.
Nel Medioevo fece parte del Giudicato di Cagliari, inserito nella curatoria del Sulcis, e poi dei domini dei della Gherardesca e del Regno di Sardegna aragonese.
L'abitato attuale si sviluppò tra il XVIII e il XIX secolo, in epoca sabauda.

## Monumenti e luoghi d'interesse

### Architetture religiose

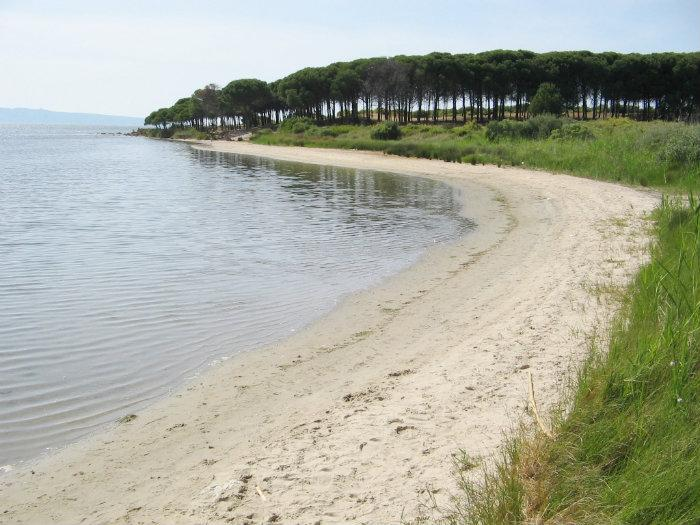
Spiaggia di Corongiauli

- Parrocchia di Sant'Elena Imperatrice

### Luoghi di interesse naturalistico
- Spiaggia di Corongiuali
- Punta Trettu (pineta e spiaggia, dove è praticato il Kitesurfing)